# 小行星16759
小行星16759（16759 Furuyama）是一颗绕太阳运转的小行星，为主小行星带小行星。该小行星于1996年10月10日发现。
該以小行星以日本郵局文員、業餘天文學家古山茂命名。

## 轨道参数
小行星16759的轨道半长轴为2.7408707 UA，离心率为0.163。